# 주능
성국공 동평무열왕 주능(成國公 東平武烈王 朱能, 1370년 ~ 1406년 11월 12일)은 명나라 전기의 군인으로, 자는 사홍(士弘)이며, 봉양부(鳳陽府; 당시에는 중서성 직할 중도유수사(中都留守司). 1374년 봉양부로 개편) 회원현 사람이다. 연왕 주체를 섬겨 그를 따라 몽골 원정과 정난의 변에 참가하여 그의 대장으로서 수많은 전공을 세우며 맹활약하여 정난군(靖難軍)에서 으뜸가는 용장으로 이름을 떨쳤고, 최후에는 정난군을 승리로 이끄는 데 큰 공헌을 하였다. 그 공적으로 주체가 즉위하고 나서(영락제) 고위직에 임명되어 작위를 받았다. 영락 4년(1406년), 안남(베트남) 원정군의 총대장으로 출정하였으나, 도중에 갑작스럽게 병들어, 진영에서 죽었다.